# Вонъю
Вонъю (устар. Вонью) — река в России, протекает по территории муниципального района Сосногорск в Республике Коми. Левый приток Айювы. Длина реки составляет 91 км.
Система водного объекта: Айюва → Ижма → Печора → Баренцево море.

## Данные водного реестра
По данным государственного водного реестра России относится к Двинско-Печорскому бассейновому округу, водохозяйственный участок реки — Печора от впадения реки Уса до водомерного поста Усть-Цильма, речной подбассейн реки — бассейны притоков Печоры ниже впадения Усы. Речной бассейн реки — Печора.
Код объекта в государственном водном реестре — 03050300112103000076349.